# Антиэволюционная лига Америки
Американская антиэволюционная лига (англ. Anti-Evolution League of America) — библейская креационистская организация, созданная в 1924 году, через год после того, как Уильям Белл Райли основал Антиэволюционную лигу Миннесоты. Первым президентом был проповедник из Кентукки доктор Дж. У. Портер, а Т. Т. Мартин из Миссисипи был полевым секретарём и редактором официального органа организации The Conflict («Конфликт»). Организация стояла за антиэволюционным законодательством в Кентукки, где её усилия были поддержаны Уильямом Дженнингсом Брайаном. После смерти Брайана после суда над Скоупсом его сын Уильям Дженнингс Брайан-младший ненадолго принял пост президента лиги.